# Estação Polejaevskaia
Polejaevskaia (em russo:  Полежаевская) é uma das estações da linha Tagansko-Krasnopresnenskaia (Linha 7) do Metro de Moscovo, na Rússia. Estação «Polejaevskaia» está localizada entre as estações «Biegovaia» e «Oktiabrskoie Pole».